# Cerovac Vukmanićki
Cerovac Vukmanićki – wieś w Chorwacji, w żupanii karlowackiej, w mieście Karlovac. W 2011 roku liczyła 902 mieszkańców.